# Municipio de Crystal Lake (Dakota del Norte)
El municipio de Crystal Lake (en inglés: Crystal Lake Township) es un municipio ubicado en el condado de Wells en el estado estadounidense de Dakota del Norte. En el año 2010 tenía una población de 32 habitantes y una densidad poblacional de 0,34 personas por km².

## Geografía
El municipio de Crystal Lake se encuentra ubicado en las coordenadas 47°32′29″N 99°58′29″O / 47.54139, -99.97472. Según la Oficina del Censo de los Estados Unidos, el municipio tiene una superficie total de 93.1 km², de la cual 92 km² corresponden a tierra firme y (1,18 %) 1,1 km² es agua.

## Demografía
Según el censo de 2010, había 32 personas residiendo en el municipio de Crystal Lake. La densidad de población era de 0,34 hab./km². De los 32 habitantes, el municipio de Crystal Lake estaba compuesto por el 100 % blancos. Del total de la población el 0 % eran hispanos o latinos de cualquier raza.